# Google Chromecast

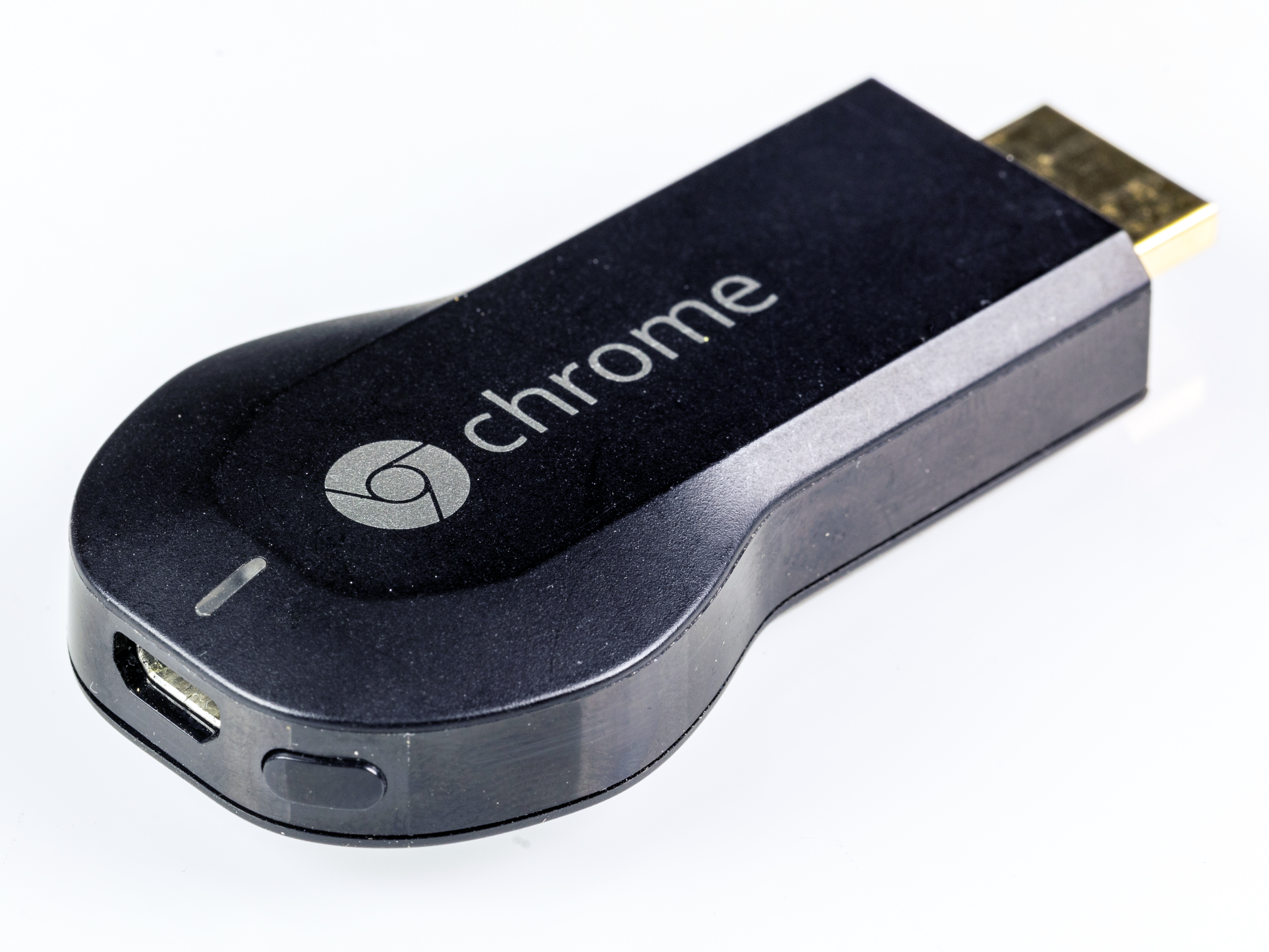
Google Chromecast

Google Chromecast és un dispositiu de reproducció audiovisual (multimèdia) en xarxa fabricat per Google. Va ser anunciat de forma oficial, juntament amb la versió de 2013 de la seva línia de tauletes Nexus 7.
De la mateixa manera que l'anterior Nexus Q, tots els seus components estan fabricats totalment dins dels Estats Units. Bàsicament és un punt d'accés Wifi, amb endolls intercanviables USB y HDMI, que un cop connectat a un televisor amb entrada HDMI i configurat el navegador web Chrome des d'un PC o un telèfon mòbil Android, replica al televisor les pàgines web que es veuen; en el cas de Youtube i Netflix, aquestes envien el senyal de vídeo.
Google va posar a disposició diverses APIs amb la finalitat de que qualsevol reproductor de vídeo pugui interactuar amb Chromecast en el futur.

## Software
El Chromecast utilitza un sistema operatiu dissenyat especialment per a ell, en el qual es fa servir miracast per a mostrar contingut. El sistema està compost per les següents parts:
- Pantalla d'inici: aquesta es mostra quan no s'està enviant contingut.
- Pantalla d'aplicació: aquesta mostra el contingut enviat.

### Funcionament
Amb Chromecast, el dispositiu mòbil es converteix en un comandament a distància personalitzat. Es poden utilitzar les aplicacions del telèfon per a fer cerques i navegar, així com per a reproduir i pausar contingut, retrocedir en la reproducció, controlar el volum i fins i tot crear llistes de reproducció. Mentre s'envia contingut, podem utilitzar el telèfon per a altres funcions.
El Chromecast pot ser comparable amb la funció "estendre pantalla" d'alguns sistemes operatius; això vol dir que en cap moment s'utilitza la memòria del Chromecast per a emmagatzemar aplicacions. Mitjançant el SDK d'Android, es programa al costat d'una app d'Android o Chrome; això vol dir que obligatòriament (de moment) ha d'anar acompanyat d'una app (per a Chrome o Android), ja que el dispositiu no disposa d'un llançador d'aplicacions. Chromecast també es pot utilitzar com a pantalla sense fils mitjançant la seva extensió per a Chrome.

## Primera generació
Va ser el primer presentat per Google, té l'aspecte d'un pendrive negre, amb una sortida HDMI que podia connectar-se directament o per mitjà d'un cable curt inclòs a la caixa. Al principi no comptava amb cap interfície gràfica, avui dia posseeix una pantalla que s'activa quan no s'usa, aquesta pantalla busca fotografies a internet i les mostra al costat de l'hora i nom del dispositiu. També té una entrada micro USB per a l'alimentació i un botó que no té altra utilitat més que la de ser resetejat després de polsar-lo 25 segons, també posseeix un LED que indica els diferents estats del dispositiu. (Així doncs blanc continu vol dir que tot funciona correctament i blanc parpellejant vol dir que no hi ha connexió a internet) les seves especificacions són les següents: Estàndards de connexió sense fils: Wi-Fi 802.11 b / g / n (només 802.11na 2,4 GHz). Físicament pesa 34 grams, les seves mesures són 72 mm (llarg) x 35 mm (ample) x 12 mm (alt). La seva màxima resolució de pantalla és 1080p a 60 Hz admet els següents tipus de seguretat de connexió sense fils: WEP, WPA / WPA2 i els següents estàndards de connexió Wi-Fi 802.11 b / g / n (només 802.11 a 2,4 GHz) compta amb 512MB de RAM DDR3 i amb 2GB de memòria interna: aquí hi ha prou incertesa, Google no n'ha donat informació i, depenent de la font d'informació, s'esmenten 2 o 4GB, i sobre la freqüència de rellotge del processador la poca informació detalla que es tracta d'un xip a 700 MHz Single Core.

## Segona generació
La segona generació va ser llançada dos anys després, en 2015. El seu disseny exterior ha sofert un gran canvi, és un disc circular una mica més gran que els UMD. A més, ja no està inscrit el nom "Chrome", ara en comptes d'això està integrat el seu logotip en 3D. El HDMI ja no està integrat sinó que ara surt un cable i en l'extrem l'anomenada clavilla. Repeteix en entrada micro USB, el LED, i el botó de reset. A l'interior trobem un processador nou: dual core a 1,3 GHz. També trobem 512MB de RAM i tot apunta a 4GB d'emmagatzematge. Pesa 39 grams. Els seus estàndards de connexió són 802.11 b / g / n / ac Wi-Fi (2,4 GHz / 5 GHz) afegint aquí els 5 GHz. Admet seguretat WEP, WPA / WPA2. Compta amb interfície des del principi.

## Chromecast audio: primera generació
El Chromecast Audio és un dispositiu exteriorment igual que el Chromecast segona generació i interiorment afegeix un xip de processament de so. Aquest Chromecast no pot fer streaming de vídeo, només pot fer streaming d'àudio. No posseeix connector HDMI ni cap tipus d'interfície de sortida de vídeo, la seva única sortida és un Jack de 3,5 " i a l'interior d'aquest una sortida d'àudio òptic.

## Tercera generació
Amb l'arribada de la resolució 4K a les emissions de televisió a través d'Internet en plataformes com Netflix o Wuaki TV, es crea la necessitat de treure al mercat un nou dispositiu, el Chromecast Ultra, que a més de suportar aquesta resolució, millora la transferència de dades i, per tant, els temps de càrrega dels vídeos i la resposta global de l'aparell. Es va estrenar a Europa al novembre de 2016 a un preu de 79 €, mentre que setmanes abans als Estats Units havia sortit a la venda a 69 $.